# Leon Panetta
Leon Edward Panetta (Monterey, 28 giugno 1938) è un politico ed ex militare statunitense di origini italiane, esponente di rilievo del Partito Democratico.
Dal 1994 al 1997 è stato capo di gabinetto della Casa Bianca nell'amministrazione Clinton. Dal 1977 al 1993 è stato membro della Camera dei rappresentanti degli Stati Uniti. Fondatore e direttore del Panetta Institute, opera come Distinguished Scholar presso il Chancellor Charles B. Reed del California State University System, ed è docente di public policy alla Santa Clara University.
Il 5 gennaio 2009 il presidente degli Stati Uniti, Barack Obama, designò Leon Panetta direttore della CIA.
Nel successivo febbraio, sull'onda di scandali che costrinsero alle dimissioni o alla rinuncia altre importanti personalità dell'amministrazione Obama ancor prima del rispettivo insediamento, anche Panetta fu oggetto di critiche riguardanti ipotetici finanziamenti illeciti da lui percepiti.
Nell'aprile 2011 venne annunciata la sua imminente nomina a segretario alla difesa USA, al posto di Robert Gates. Il giorno 1º luglio 2011 assume effettivamente il nuovo incarico fino al 9 febbraio 2013.

## Biografia

### Anni giovanili e formazione
Leon Panetta è figlio di immigrati italiani, il padre era nativo di Gerace in provincia di Reggio Calabria e possedeva un ristorante a Monterey. Crebbe in quella zona, e frequentò la scuola cattolica alla St. Carlos Grammar School e alla Carmel Mission School. Proseguì gli studi alla Monterey High School, una public school in cui cominciò a svolgere attività politica già da studente. Fin dai primi anni di corso assurse infatti alla carica di Vice President of the Student Body,  divenendo poi (da studente "anziano") President of the Student Body.
Nel 1956 si iscrisse alla Santa Clara University e nel 1960 ottenne il Bachelor of Arts magna cum laude in Scienze politiche. Gli fu pure conferito il titolo di Juris Doctor nel 1963 dalla Santa Clara University Law School e ben presto iniziò ad esercitare la professione forense.
Nel 1964 entrò nel servizio informazioni dell'Esercito degli Stati Uniti conseguendo il grado di sottotenente. Dopo essere stato insignito della Commendation Medal, si congedò nel 1966 come tenente.

### Carriera politica
Iniziò il suo cursus honorum nel 1966 come legislative assistant del senatore repubblicano Thomas Kuchel, United States Senate Minority Whip per la California, che Panetta ha definito "un tremendo modello di ruolo".
Nel 1969 divenne assistente di Robert H. Finch, Segretario dello United States Department of Health, Education, and Welfare nell'amministrazione Nixon. Poco dopo fu nominato Director of the Office for Civil Rights.
Panetta scelse di sostenere i diritti civili e le leggi volte a favorire le pari opportunità educative, malgrado le asserite pressioni dell'allora presidente Nixon perché desistesse. Robert Mardian, un "protagonista" del Watergate, ebbe a dire di Panetta: "Ma non capisce che Nixon ha promesso ai delegati del Sud che avrebbe smesso di sostenere il Civil Rights Act of 1964 ed il Voting Rights Act?". Il Segretario Robert Finch e l'Assistant Secretary John Veneman si rifiutarono di "silurare" Panetta, minacciando anzi le proprie dimissioni se fossero stati costretti ad adottare tale provvedimento. Poche settimane più tardi, nel 1970, Panetta comunque si dimise e lasciò Washington per assumere l'incarico di Executive Assistant presso John Lindsay, il sindaco repubblicano di New York. Panetta raccontò questa esperienza nel suo libro del 1971 Bring Us Together: The Nixon Team and the Civil Rights Retreat.
In seguito ritornò a Monterey per fare l'avvocato nello studio Panetta, Thompson & Panetta (dal 1971 al 1976).

### Lavoro nel Congresso degli Stati Uniti
Panetta passò al Partito Democratico nel 1971, poiché riteneva che il Partito Repubblicano si stesse allontanando dal centro politico, e perché pensava di poter avere migliori opportunità di carriera politica nelle schiere democratiche. Nel 1976 fu eletto al Congresso degli Stati Uniti come rappresentante del California's 16th congressional district, battendo l'avversario repubblicano Burt Talcott con il 53% dei voti e venendo rieletto per nove mandati.
Nel periodo in cui fu al Congresso, il suo lavoro si concentrò soprattutto su problemi di bilancio, diritti civili, istruzione, salute e questioni ambientali, in particolare impedendo l'estrazione petrolifera al largo della costa californiana. Scrisse lo Hunger Prevention Act (Public Law 100-435) del 1988 e la Fair Employment Practices Resolution. Il suo contributo fu determinante per l'istituzione del Monterey Bay National Marine Sanctuary.
Al Congresso occupò le seguenti cariche:
- Chairman of the U.S. House Committee on the Budget
- Chairman of the Agriculture Committee's Subcommittee on Domestic Marketing, Consumer Relations, and Nutrition
- Chairman of the Administration Committee's Subcommittee on Personnel and Police
- Chairman of the Task Force on Domestic Hunger creato dallo U.S. House Select Committee on Hunger
- Vice Chairman of the Caucus of Vietnam-Era Veterans in Congress
- Member of the President's Commission on Foreign Language and International Studies.

### Lavoro al bilancio
Membro dello U.S. House Committee on the Budget dal 1979 al 1985 — e presidente del medesimo dal 1989 al 1993 — giocò un ruolo di primo piano nel Budget Summit del 1990.
Benché eletto per il nono mandato, lasciò il parlamento nel 1993, dopo che l'allora Presidente Bill Clinton lo aveva scelto come direttore dell'Ufficio per la Gestione e il Bilancio. Gli è attribuito lo sviluppo del pacchetto di bilancio che avrebbe finito per costituire il pareggio di bilancio del 1998. Il 17 luglio 1994 fu designato capo di gabinetto della Casa Bianca da Clinton, e rimase in tale posizione fino al 20 gennaio 1997. Fu un importante negoziatore del bilancio del 1996, un'altra tappa decisiva verso il pareggio di bilancio.

### Direzione della CIA
Nel luglio 2009, al termine di un'inchiesta interna provocata dalla discolpa pubblica di Nancy Pelosi in proposito, ha rivelato ufficialmente l'esistenza di un "programma contro il terrorismo" semi-clandestino, consistito in un ordine dell'ex vice presidente Dick Cheney (amministrazione G. W. Bush) per tenere nascoste — al Congresso e in generale agli organi parlamentari di controllo sui "servizi" — alcune controverse modalità della cosiddetta guerra al terrorismo (extraordinary rendition, waterboarding, talune misure di sicurezza a Guantanamo e così via. Da quanto si è appreso, il programma antiterrorismo contemplava anche l'impiego di squadre-killer contro i capi di Al Qaeda, in analogia a quanto praticato da Israele nell'Operazione Collera di Dio.
Nel dicembre 2009, Panetta ha disdetto un contratto tra la CIA e la Blackwater, cui si fa riferimento con la denominazione "Xe Services", il cui contenuto è parzialmente segreto, ma che in ogni caso concerneva l'impiego di UAV del tipo Drone ed analoghi per uccidere presunti esponenti di rilievo del terrorismo internazionale.
Ha avuto un ruolo centrale nella direzione della operazione militare che ha portato alla uccisione di Osama Bin Laden il 2 maggio 2011, sebbene all'inizio il direttore credesse al 60% che il terrorista fosse all'interno del compound di Abbottabad.

#### Analisi e commenti
Quando fu resa nota la sua designazione, giornalisti e politici espressero perplessità in relazione alla sua carente esperienza in fatto di intelligence.
Il reporter David Ignatius osservò tuttavia che Panetta doveva pur aver avuto un contatto almeno "riflesso" con le operazioni di intelligence per aver rivestito un ruolo direttivo in sede di Office of Management and Budget e Chief of Staff ai tempi di Clinton. La senatrice Dianne Feinstein, esponente dei Democratici californiani e presidente del Senate Select Committee on Intelligence, manifestò insoddisfazione per la scelta di Panetta quale direttore CIA.

## Oltre la politica
Panetta e sua moglie fondarono il Leon & Sylvia Panetta Institute for Public Policy nel dicembre 1998, periodo in cui assunsero anche il ruolo di direttori di detto istituto. L'istituto si trova presso la California State University, Monterey Bay. Panetta ha svolto un ruolo essenziale nell'istituzione di detto ateneo, mediante la conversione di Fort Ord, dove era stato capo delle operazioni e della pianificazione della sezione intelligence quando era nell'esercito, in università.
Attualmente Panetta è Distinguished Scholar to the Chancellor of California State University e Presidential Professor alla Santa Clara University.
Era stato oggetto di pressioni per candidarsi a governatore della California nella recall election del 2003, ma non accettò, in parte anche per la scarsità di tempo rimanente per raccogliere fondi.
Per molto tempo Panetta si è battuto in favore della salute degli oceani. Come membro del Congresso eletto dal California's 16th District, propose e fece approvare al Congresso numerosi provvedimenti volti a proteggere la costa californiana, tra cui la legislazione istitutiva del Monterey Bay National Marine Sanctuary. Nel 2003, Panetta fu nominato presidente e commissario della Pew Oceans Commission, che nel 2005 si unì con la U.S. Commission on Ocean Policy, dando vita alla Joint Ocean Commission Initiative. Panetta è ora condirettore — assieme all'ammiraglio (in congedo) della US Navy James D. Watkins — della Joint Ocean Commission Initiative. Panetta continua a perseguire il suo impegno verso le questioni dell'oceano e della vita marina, mettendosi a disposizione come risorsa per i legislatori ed i mass media battendosi per una riforma dell'oceano per conto della Joint Ocean Commission Initiative ed anche di altre organizzazioni che hanno a cuore gli oceani, tra cui il National Marine Sanctuary Foundation e il Monterey Bay Aquarium.
Nel 2006 fece parte dell'Iraq Study Group, altrimenti noto come Baker Commission.

### Incarichi "non politici"
Joint Ocean Commission Initiative
- Commissioner and Co-Chair[38]

Pew Oceans Commission
- Commissioner[38]

Bread for the World
- Board of Directors

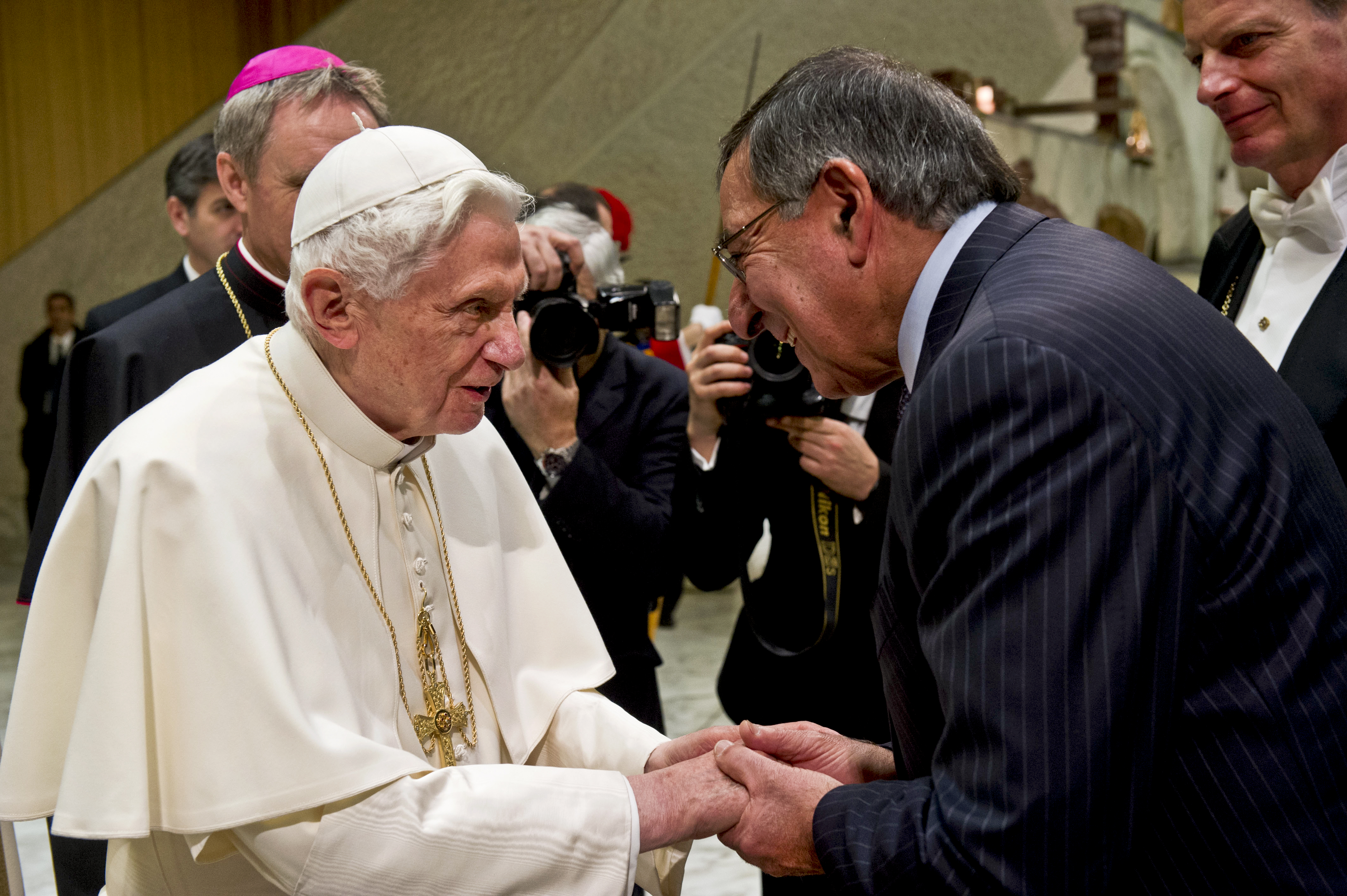
Leon Panetta con Papa Benedetto XVI nel 2013.

National Marine Sanctuary Foundation
- Member of the Board of Directors

New York Stock Exchange
- Co-chairman of the Corporate Accountability and Listing Standards Committee
- Board of Directors dal 1997

Close Up Foundation
- Board of Directors, Member dal 1999

Connetics Investor Relations
- Board of Directors dal marzo 2000

Fleishman-Hillard
- Co-chairman of the Corporate Accountability and Listing Standards Committee
- Co-chairman of the Corporate Credibility Advisory practice
- Member of the International Advisory Board

Junior Statesmen Foundation Inc.
- Trustee dal 2004

Public Policy Institute of California
- Board of Directors dal 2007

Nel giugno 2002 la Conferenza episcopale degli Stati Uniti lo cooptò nel National Review Board, istituito per indagare sullo scandalo degli abusi sessuali nella Chiesa cattolica. Questa determinazione fu fonte di polemiche, posto che le posizioni filo-abortiste di Panetta vennero ritenute inconciliabili con l'orientamento ufficiale del magistero ecclesiale.

### Vita privata
Panetta ha sposato Sylvia Marie Varni, la cui famiglia è originaria di Fascia e Carrega Ligure, che gestiva i suoi collegi elettorali durante il periodo di permanenza al Congresso.
Attualmente, vive con la moglie nella fattoria familiare (da 49 000 m²) specializzata nella coltivazione di noci a Carmel Valley Village in California. La coppia ha tre figli adulti, Christopher, Carmelo, e Jimmy, nonché cinque nipoti.

## Cinema
Nel film Zero Dark Thirty (uscito nel 2012 e diretto dalla regista Kathryn Bigelow, vincitrice di un premio oscar), tra i personaggi figurava proprio Leon Panetta; il film parla delle operazioni dei servizi segreti per arrivare a uccidere il terrorista Osama Bin Laden, e Leon Panetta venne interpretato da James Gandolfini, attore che esattamente come Panetta è di origini italiane. Panetta si espresse positivamente sull'interpretazione di Gandolfini, oltre che sul film.

## Premi e riconoscimenti
- 1969 — Abraham Lincoln Award, National Education Association
- 1984 — A. Philip Randolph Award
- 1988 — Golden Plow Award, American Farm Bureau Federation
- 1991 — President's Award, American Council on the Teaching of Foreign Languages
- 1991 — Coastal and Ocean Management Award, Coastal Zone Foundation
- 1993 — Peter Burnett Award for Distinguished Public Service
- 1995 — Distinguished Public Service Medal, Center for the Study of the Presidency
- 1997 — Special Achievement Award for Public Service, National Italian American Foundation
- 2001 — John H. Chafee Coastal Stewardship Award, Coastal America
- 2002 — Law Alumni Special Achievement Award, Santa Clara University School of Law Alumni Association[45]
- 2003 — Julius A. Stratton "Champion of the Coast" Award for Coastal Leadership
- 2005 — Doctorate of Public Service (honoris causa) dalla Northeastern University[46]
- 2006 — Paul Peck Award
- 2023 - Prize for American-Italian Relations, Centro Studi Americani[47]